# Francesco da Castello (miniatore)
Francesco da Castello (circa 1447 – circa 1507) è stato un miniatore italiano appartenente alla corrente rinascimentale fu esponente di spicco di una scuola artistica che ebbe numerosi allievi.

## Biografia
Francesco dei Castello da Gandino di Bergamo, all'inizio della carriera si firmava come "Franciscus Veronensis", quindi qualche storico dell'arte ipotizza una sua nascita a Verona.
Le sue origini lombarde vennero confermate nel colophon di un Breviario ungherese miniato per un prelato della corte reale: Opus Francisci Dekastello itballico de Mediolano.
Intorno all'anno 1470 si sposò con Domenica Benadessi da Peschiera.
Nella sua arte e nel suo stile eclettico, aperto a tutte le varie influenze e alle suggestioni di tutte le scuole, si ritrova una consolidata ispirazione proveniente dalla tradizione lombarda.
Dopo la realizzazione del Breviario, si attivò in Ungheria, dove nel decennio che va dal 1480 al 1490, ottenne incarichi importanti, e la direzione dell'attività miniatoria del re Mattia Corvino.
Realizzò i diplomi nobiliari dei Torock, dei Bakonok, e per la casa reale il Messale della Biblioteca Apostolica Vaticana, l'Antifonario di Vienn, la Retorica di G.Trapezuntio della Biblioteca Nazionale di Budapest, l'Aristea di Monaco, il Tolomeo di Vienna, l’Averulino della Marciana di Venezia.
Verso il 1500 iniziò la decorazione di un messale per conto del cardinale Domenico Della Rovere, costituito da 158 fogli in folio, con rilegatura in rosso e decorazioni dorate. Questo messale evidenziò una buona dose di immaginazione e dinamismo basati da una educazione classica, caratterizzati da un disegno pregnante e da una ricchezza decorativa del bordo, da drappeggi aderenti alle figure in modo tale rilevare le forme, da scene religiose sui bordi. Di notevole spessore la miniatura Incontro di san Gioacchino e sant'Anna e la Crocefissione, caratterizzata dalla presenza della Vergine, di san Giovanni e di Maria Maddalena.
Data la gran quantità di lavori realizzati, è molto probabile che l'artista sia stato affiancato da colleghi, senza che queste collaborazioni rinnegassero gli influssi eclettici presenti, come i motivi fiorentini, ferraresi, francesi e fiamminghi, ma semmai inducono i critici a rivedere e ridurre un pochino la definizione di talento eclettico assegnato alla sua arte.
Francesco da Castello si è giovato dei tanti documenti che il re bibliofilo raccoglieva e gli faceva catalogare.
La sua scuola fu proseguita, alla sua morte da Felice Ragusano e da Giovanni Abate.